# Bandyligan 1997/1998
Bandyligan 1997/1998 spelades som enkelserie, innan lagen delades upp, och därefter följde slutspel.

## Grundserien 1997/1998
| Nr | Lag                           | Spelade | Vinster | Oavgjorda | Förluster | +/-   | Poäng |
| -- | ----------------------------- | ------- | ------- | --------- | --------- | ----- | ----- |
| 1  | Narukerä, Björneborg          | 11      | 9       | 1         | 1         | 69-32 | 19    |
| 2  | HIFK, Helsingfors             | 11      | 8       | 1         | 2         | 57-35 | 17    |
| 3  | WP-35, Varkaus                | 11      | 8       | 1         | 2         | 61-42 | 17    |
| 4  | ToPV, Torneå                  | 11      | 7       | 0         | 4         | 56-42 | 14    |
| 5  | Veiterä, Vilmansstrand        | 11      | 6       | 1         | 4         | 82-57 | 13    |
| 6  | OLS, Uleåborg                 | 11      | 5       | 0         | 6         | 41-48 | 10    |
| 7  | Kulosaaren Vesta, Helsingfors | 11      | 5       | 0         | 6         | 49-66 | 10    |
| 8  | JPS, Jyväskylä                | 11      | 4       | 1         | 6         | 51-45 | 9     |
| 9  | Vastus, Kemi                  | 11      | 4       | 1         | 6         | 52-50 | 9     |
| 10 | Botnia-69, Helsingfors        | 11      | 4       | 0         | 6         | 46-50 | 8     |
| 11 | OPS, Uleåborg                 | 11      | 2       | 1         | 8         | 44-70 | 5     |
| 12 | Akilles, Borgå                | 11      | 0       | 1         | 10        | 24-95 | 1     |

Vastus, Botnia, OPS och Akilles till Allfinskan, Övriga lag till Elitserien.

## Elitserien
| Nr | Lag      | Spelade | Vinster | Oavgjorda | Förluster | +/-     | Poäng |
| -- | -------- | ------- | ------- | --------- | --------- | ------- | ----- |
| 1  | WP-35    | 25      | 19      | 4         | 2         | 134-85  | 42    |
| 2  | ToPV     | 25      | 17      | 0         | 8         | 169-87  | 34    |
| 3  | HIFK     | 25      | 15      | 3         | 7         | 132-89  | 33    |
| 4  | Narukerä | 25      | 13      | 5         | 7         | 128-105 | 31    |
| 5  | Veiterä  | 25      | 12      | 2         | 11        | 153-141 | 26    |
| 6  | OLS      | 25      | 10      | 2         | 12        | 97-110  | 22    |
| 7  | JPS      | 25      | 8       | 2         | 15        | 108-124 | 18    |
| 8  | Vesta    | 25      | 6       | 1         | 18        | 91-172  | 13    |

JPS & Vesta till åttondelsfinal, resten direkt till kvartsfinal. 

## Allfinskan 1997
| Nr | Lag           | Spelade | Vinster | Oavgjorda | Förluster | +/-    | Poäng |
| -- | ------------- | ------- | ------- | --------- | --------- | ------ | ----- |
| 1  | Botnia-69     | 12      | 12      | 0         | 0         | 124-23 | 24    |
| 2  | Vastus        | 12      | 8       | 0         | 4         | 102-28 | 16    |
| 3  | Kampparit     | 12      | 8       | 0         | 4         | 94-69  | 16    |
| 4  | OPS           | 12      | 6       | 2         | 4         | 71-44  | 14    |
| 5  | Akilles       | 12      | 4       | 2         | 6         | 70-70  | 6     |
| 6  | PaSa          | 12      | 1       | 0         | 11        | 35-136 | 2     |
| 7  | Vesta Juniors | 12      | 1       | 0         | 11        | 35-161 | 2     |

Botnia och Vastus till åttondelsfinal, samt kommande säsongs grundserie.
Kampparit och OPS till kommande säsongs grundserie.
Akilles skulle ha åkt ur serien och flyttats ned till Division 1, men fick fribiljett till Bandyligan 1998/1999, då serien utökades till 13 lag.
PaSa och Vesta Juniors till Division 1

## Slutspel

### Åttondelsfinaler
- Botnia - Vesta	10-1
- JPS - Vastus	7-4

### Kvartsfinaler
- Botnia - WP-35	8-5
- JPS - ToPV	2-3	sudden death
- OLS - HIFK	2-6
- Veiterä - Narukerä	3-4
- WP35 - Botnia	5-7
- ToPV - JPS	8-6
- HIFK - OLS	4-1
- Narukerä - Veiterä	11-2

### Semifinaler
- HIFK - ToPV	7-4
- Botnia - Narukerä	8-3
- ToPV - HIFK	5-2
- Narukerä - Botnia	6-1
- ToPV - HIFK	1-6
- Narukerä - Botnia	2-3

### Match om tredje pris
- ToPV - Narukerä	2-3

### Final
- HIFK – Botnia 4-2 (2-1)